# Voivod
Voivod — канадская метал-группа из городка Жонкьер, расположенного недалеко от Квебека. Дебютный альбом Voivod выпустили в 1984 году. С тех пор было выпущено ещё 11 студийных альбомов. Наибольшей популярности достиг альбом Nothingface 1989 года, который занял 114 место в чартах Billboard 200.

## История
Трэш-метал-группа была основана в 1982 году четырьмя молодыми музыкантами: Дэни Беланже (вокал), Дэни Д’Амуром (гитара), Жаном-Ивом Терио (бас) и Мишелем Ланжевеном (ударные).
После Nothingface группа дрейфовала в более непринужденном стиле на следующих двух альбомах — Angel Rat (1991) и The Outer Limits (1993).
После выхода The Outer Limits, группу покинул вокалист Дэни Беланже, оставляя статус существования группы под вопросом. Ему на смену пришёл басист/вокалист Эрик Форрест. Некоторое время спустя он начал формировать свой проект названный E-Force, так же, параллельно он участвовал в Failing Flesh, на короткий период оставив Voivod и уехав в Германию для участия в этих проектах, в 1998 году попал в автокатастрофу.
После этого Voivod официально объявили о возвращении вокалиста Дэни Беланже и о новом басисте группы — Джейсоне Ньюстеде, ранее участника Flotsam and Jetsam и Metallica. В 2003 увидел свет новый альбом, названный просто — Voivod. Прежний вокал Беланже, вместе с новым басистом, обеспечили основы будущего Voivod.
Voivod работал над новым альбомом в 2005, когда прозвучали грустные новости о состоянии здоровья гитариста Дэни Д’Амура. 26 августа 2005 года, на сорок пятом году жизни он скончался от рака кишечника. Именно по его желанию все гитарные наработки были использованы после его смерти в будущем альбоме 2006 года, названного Katorz (от фр. quatorze — четырнадцать).
Летом 2009 года группа выпустила 12-й студийный альбом Infini, в который также вошли композиции, записанные до смерти Дэни Д’Амура.
Свой новый альбом Voivod назвали Target Earth. Выход альбома должен состояться до конца 2012 года. В оформлении Target Earth будет использоваться новый логотип группы, разработанный Мишелем Ланжевеном. Target Earth был записан в январе 2012 года в студии Wild, которая принадлежит Пьеру Ремильяру и находится в маленьком городке Сент-Зенон в канадской провинции Квебек. На диск войдут первые сочинения группы с новым гитаристом Даниэлем «Чуви» Монгрейном.

## Состав

### Текущий состав
- Дэни Беланже (Snake) — вокал (1982—1994, 2002—наши дни)
- Мишель Ланжевен (Away) — ударные (1982—наши дни)
- Дэн Монгрен (Chewy) — гитара (2008—наши дни)
- Доминик Ларош (Rocky) — бас (2014—наши дни)

### Бывшие участники
- Дэни Д’Амур (Piggy) — гитара (1982—2005; умер в 2005)
- Жан-Ив Терио (Blacky) — бас (1982—1991, 2008—2014)
- Пьер Сен-Жан — бас-гитара (1992—1993)
- Жиль Брисбуа — бас-гитара (1993—1994)
- Эрик Форрест (E-Force) — вокал, бас (1994—2001)
- Джейсон Ньюстед (Jasonic) — бас (2002—2008)
- Винсент Пик — приглашённый бас (2002)

## Дискография
Студийные альбомы
- 1984 — War and Pain
- 1986 — Rrröööaaarrr
- 1987 — Killing Technology
- 1988 — Dimension Hatröss
- 1989 — Nothingface
- 1991 — Angel Rat
- 1993 — The Outer Limits
- 1995 — Negatron
- 1997 — Phobos
- 2003 — Voivod
- 2006 — Katorz
- 2009 — Infini
- 2013 — Target Earth
- 2018 — The Wake
- 2022 — Synchro Anarchy
- 2023 — Morgöth Tales

Концертные альбомы
- 2000 — Voivod Lives
- 2011 — Warriors of Ice
- 2011 — Live at Roadburn
- 2020 — Lost Machine

EP
- 1986 — Thrashing Rage
- 2016 — Post Society
- 2020 — The End of Dormancy

DVD
- 2005 — D-V-O-D-1
- 2009 — Tatsumaki: Voivod Japan 2008